# Halasispets

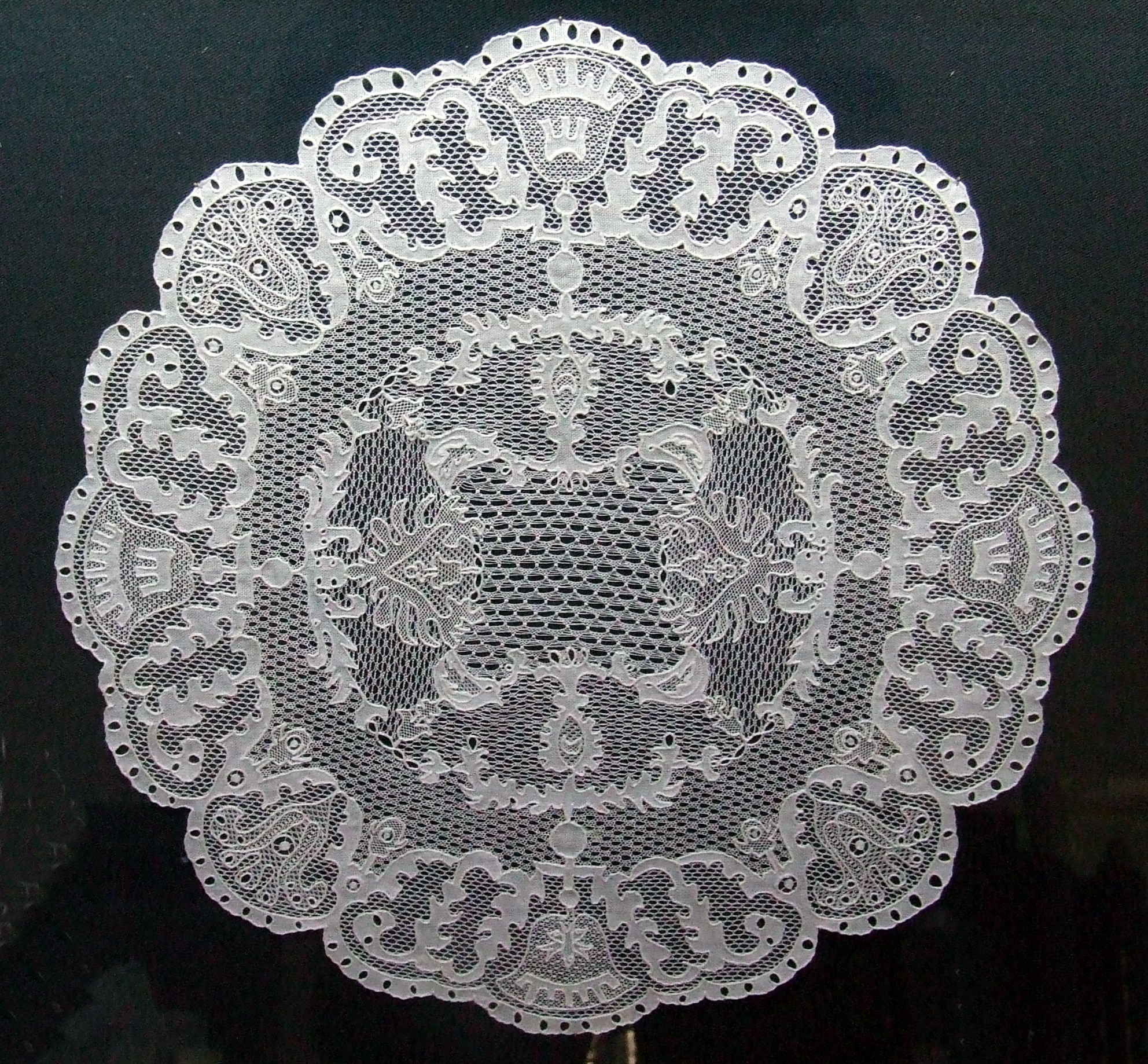
Halasispets

Halasispets, sydd spets härrörande från Halasi eller Kiskunhalas i södra Ungern. Spetstypen skapades 1902 av teckningsläraren Arpád Dékani. Den utförs över spända trådar i ett slags tuskaftstoppning med kraftigare tråd som kontur. Ursprungligen var motiven typiska för jugendstilen men numera utgörs dessa istället av folkloristiska teman. Halasispetsen har flera gånger förekommit som motiv på ungerska frimärken.